# اتو کرچمر
اتو کرچمر (به آلمانی: Otto Kretschmer) (۱ مه ۱۹۱۲–۵ اوت ۱۹۹۸) نظامی آلمانی بود که در جریان جنگ جهانی دوم در کریگس‌مارینه و پس از آن در بوندس‌مارینه خدمت نمود.
اتو کرچمر با غرق کردن و آسیب زدن به ۵۶ کشتی دشمن با مجموع تناژ ۳۱۳٬۶۱۱ تن، موفق‌ترین فرمانده زیردریایی جنگ جهانی دوم به حساب می‌آید.

## سال‌های اولیه
اتو کرچمر روز ۱ مه سال ۱۹۱۲ در هایداو در سیلزی زاده شد. پدرش آموزگار مدرسه بود. در هفده سالگی حدوداً یک سال را در بریتانیا گذراند و به زبان انگلیسی مسلط شد. ماه آوریل سال ۱۹۳۰ به عنوان ملوان دانشجو به نیروی دریایی پیوست و در عرشه ناوهای اِمدن و کُلن خدمت کرد. ماه ژانویه سال ۱۹۳۶ به رسته او-بوت منتقل و وارد دانشکده او-بوت در کیل با عنوان پوششی دانشکده ضدزیردریایی، شد. پس از فراغت از تحصیل ابتدا افسر دوم او-۳۵ بود و سپس سال ۱۹۳۷ مدتی فرماندهی آن را بر عهده گرفت. در جریان جنگ داخلی اسپانیا با این او-بوت سواحل این کشور را گشت زد. البته هیچ شناوری در این زمان توسط او غرق نشد.

## جنگ جهانی دوم

### او-۲۳
کرچمر در ادامه به فرماندهی او-۲۳ از نوع ۲ب منصوب گشت. در جریان بحران سودتنلند، با فرمان مهر و موم‌شده، با این او-بوت کوچک بدون حمل اژدر و با هشت مین دریایی، راهی نخستین گشت دریایی خود به مقصد آب‌های اطراف جزیره بریتانیا شد. در ۲۵ کیلومتری پای‌رود هامبر مستقر بود که با حصول توافق مونیخ، پس از سه گذراندن سه روز در دریا، به همراه ۲۴ او-بوت دیگر به آلمان فراخوانده شد. به هر صورت، با تهاجم آلمان به لهستان در ماه سپتامبر سال ۱۹۳۹ و آغاز جنگ جهانی دوم، کرچمر مجدداً با مین دریایی مغناطیسی و بدون اژدر، به نزدیکی پای‌رود هامبر رفت اما این بار هم سه روز بعد بدون مین‌ریزی فرمان به بازگشت گرفت. دقیقاً هنگامی که وارد بندرگاه ویلهلمس‌هافن می‌شد هواگردهای بریتانیایی در حال حمله به ناو امدن بودند. او-بوت او با آتش توپ ضدهوایی ۲۰ میلی‌متری خود، هر چند کوچک، در دفع مهاجمان نقش ایفا کرد. در ادامه، کرچمر دوباره فرمان به عملیات مین‌ریزی این بار در سواحل اسکاتلند در ناحیه خور فورث، گرفت. به هر حال در این مورد مجوز حمل تعداد کمی اژدر برای استفاده در صورت لزوم پس از اتمام مین‌ریزی، داشت. در جریان این گشت رزمی، پس از آن که مین‌های خود را آزاد سازی کرد به سطح آمد و به دنبال طعمه بود که یک کشتی تجاری مشاهده شد. کرچمر هر سه اژدر خود را به سمت این شناور شلیک کرد که البته هیچ‌یک به آن اصابت ننمود تا با سرخوردگی به ویلهلمس‌هافن بازگردد. با این حال مشخص شد دیگر او-بوت‌ها هم در هدف قرار دادن طعمه‌ها دچار مشکل بوده‌اند. از این رو اصلاحاتی بر ساخت فنی اژدرها اعمال شد. کرچمر پس پیاده کردن خدمه آن در قایق‌های نجات، با شلیک یک اژدر اصلاح‌شده گلِن فارْگ، کرانه‌رو ۵۰۰ تنی بریتانیایی را به عنوان نخستین قربانی خود غرق کرد. تا پایان سال ۱۹۳۹ شمار پیروزهای او به سه کشتی، شامل دپتفورد ۴٬۱۰۱ تنی و مگنوس ۱٬۳۳۹ تنی، رسید. به منظور تقدیر از عملکرد کرچمر، نشان درجه ۲ صلیب آهنین به جهت حمله به کشتی‌های تجاری دشمن با اژدر و نشان درجه ۱ صلیب آهنین به جهت عملیات‌های مین‌ریزی به او اعطا شد.
موفقیت‌های کرچمر ماه‌های آغازین سال ۱۹۴۰ به تدریج افزایش یافت و او توانست تانکر ۱۰٬۵۱۷ تنی دانمارک، کشتی باری پولزِلا و کرانه‌رو بالتانگلیا را غرق کند. روز ۱۸ فوریه در نزدیکی دماغه دانکنزبی در شمال اسکاتلند با مشاهده یک کاروان دریایی به سطح آب آمد اما خود را میان دو ناوشکن دشمن در حال محافظت جناحین کاروان، یافت. می‌دانست اگر به عمق برود به سرعت مورد شناسایی دستگاه ردیاب آسدیک دشمن قرار خواهد گرفت. او که راه فرار خود را نیز مسدود می‌دید به سمت راست چرخش و دو اژدر به سمت یکی از ناوشکن‌ها شلیک کرد. سپس از کاروان رو برگرداند و به طرف دریا رفت. کمتر از دو دقیقه بعد اژدرها به ناوشکن درینگ اصابت نمودند که منجر به غرق شدن آن شد. پس از آن که از این کاروان فاصله گرفت با تیبرتون، کشتی باری ۵٬۲۲۵ تنی برخورد کرد که با دو اژدر آن را نیز غرق نمود. دو شب بعد لوک‌مَدی، کشتی ۴٬۹۹۴ تنی را هم شرق اورکنی راهی کف دریا کرد. تا این زمان غرق کردن ۹ شناور با مجموع تناژ بیش از ۳۰٬۰۰۰ تن در کارنامه کرچمر ثبت شده بود.

### او-۹۹
کرچمر روز ۱۱ آوریل سال ۱۹۴۰ فرماندهی او-۹۹ از نوع ۷ب را بر عهده گرفت. در بدو آغاز کار یک هواگرد آب‌نشین متعلق به نبردناو شارن‌هورست آن را با یک زیردریایی بریتانیایی را اشتباه گرفت و مورد حمله قرار داد. به پریسکوپ او-بوت آسیب وارد شد اما همچنان به عملیات ادامه داد. کرچمر در نخستین گشت رزمی با این او-بوت ۱۱ کشتی دشمن را غرق کرد. به جهت این موفقیت‌ها بزرگ‌دریابد اریش ردر، فرمانده کل کریگس‌مارینه نشان عالی صلیب شوالیه صلیب آهنین را در لوریان به او اعطا نمود.

### اسارت
روز ۱۷ مارس سال ۱۹۴۱ به کاروان‌های او-ان ۲۹۳ و اچ‌ایکس ۱۱۲ حمله برد. او-بوت او در این حین به شدت مورد حمله خرج‌های عمقی ناوشکن‌های بریتانیایی وانوک و واکر قرار گرفت. آسیب وارد آمده امکان شیرجه را از او-بوت گرفت. کرچمر و خدمه‌اش او-بوت را به دست خود غرق کردند و به اسارت دشمن درآمدند. او به یک اردوگاه اسیران جنگی در کانادا منتقل شد. کرچمر شمشیرهای صلیب شوالیه را که توسط فرماندهی عالی آلمان به او اختصاص داده شد، از فرمانده اردوگاه اسیران جنگی بومن‌ویل تحویل گرفت. او تمامی مابقی دوران جنگ را در اردوگاه‌های اسیران جنگی گذراند.

## پس از جنگ
پس از جنگ، سال ۱۹۴۸ با لوئیزه-شارلوته موزِن-هینریش ازدواج کرد که خود بیوه جنگ بود. کرچمر سال ۱۹۵۵ به نیروی دریایی آلمان غربی پیوست و سال ۱۹۷۰ با درجه دریادار بازنشسته شد. در پنجاهمین سالگرد ازدواجش به همراه همسرش سفری در رودخانه دانوب داشت. در این سفر در تلاش برای بالا رفتن از یک نردبان لیز خورد و سقوط کرد که منجر به ضربه مغزی شد. دیگر هیچگاه به هوش نیامد. دریادار اتو کرچمر در نهایت روز ۵ اوت سال ۱۹۹۸ در بیمارستانی در اشتراوبینگ در بایرن درگذشت.